# 쑤저우시
쑤저우시(중국어 정체자: 蘇州市, 간체자: 苏州市, 병음: Sūzhōu)는 중화인민공화국 장쑤성 남동쪽의 타이후 동쪽에 있는 운하 도시이다.
해외의 관광객들은 자주 이 도시를 쑤저우라는 이름을 가진 다른 도시와 혼동한다. 안후이성에 위치한 쑤저우 시(宿州)와는 성조가 다르다. 장쑤성의 쑤저우는 [Sūzhōu]로 발음되는 반면, 안후이성의 쑤저우는 [Sùzhōu]로 발음된다.

## 역사

### 춘추전국 시대
춘추전국시대에는 오의 수도로, 수나라 때에 대운하가 개통된 이후 장강 유역에서 가장 먼저 개발되어 시내 운하망을 중심으로 강남의 무역, 행정의 중심지로 발전해 왔다.
춘추전국 시대, 기원전 514년 오왕 합려가 나라를 세우고, 현재 쑤저우가 있는 지역에 성을 만들었다. 합려는 기원전 496년 호구(虎丘)에 묻혔다. 기원전 473년 오나라는 월나라(越)에 패망하였다. 월나라도 기원전 306년에 초나라(楚)에 패망하게 된다. 이로써 쑤저우의 황금기는 끝이 나고, 2,500년 동안 그 고대도시는 반문을 남기고 흔적도 없이 사라진다.

### 진한(秦漢)에서 수당(隋唐)까지
진나라 때 이곳 쑤저우는 오현이라고 하였는데, 이곳에서 초패왕 항우가 기원전 209년 궐기를 하여 진나라 조정을 전복한다. 수나라(隋) 때인 589년 이곳이 드디어 쑤저우라는 이름으로 개명된다. 이 시기에 대운하 공사를 통해 군사적, 상업적인 전략적인 도시로 거듭나게 된다.

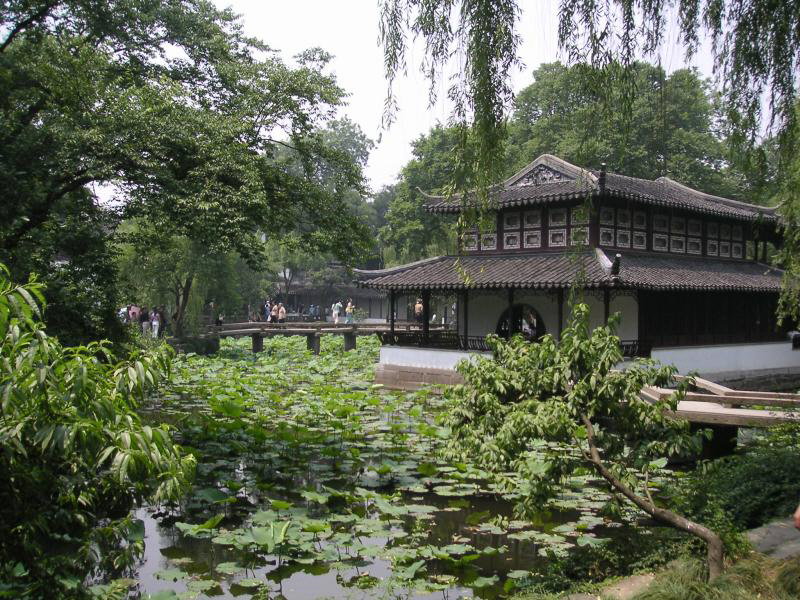
졸정원

당나라 때인 825년에는 대문호 백거이가 쑤저우와 호구산을 연결하는 샨탕제(山塘街)를 완성한다.

### 송원명청(宋元明清)
송나라 때인 1035년 유명한 시인 범중엄(范仲淹)에 의해서, 문묘를 건립한다. 1130년 2월 금나라가 남하하여 쑤저우를 파괴한다. 이어 1275년 몽골의 침입으로, 성벽이 또 한번 파괴된다. 1367년 주원장의 군대가 쑤저우를 공격하여 파괴하고, 장사성은 항복을 한다. 이곳에 명은 소주부(苏州府)를 설치하여 다시 한번 번영을 구가한다. 이 곳에 쑤저우 고전원림이라고 하는 수많은 정원들이 지어진 시기가 바로 이 명청 때였다. 그러나 1860년 태평천국의 난이 일어나 다시 한번 쑤저우는 재앙을 겪게 된다.

## 정원

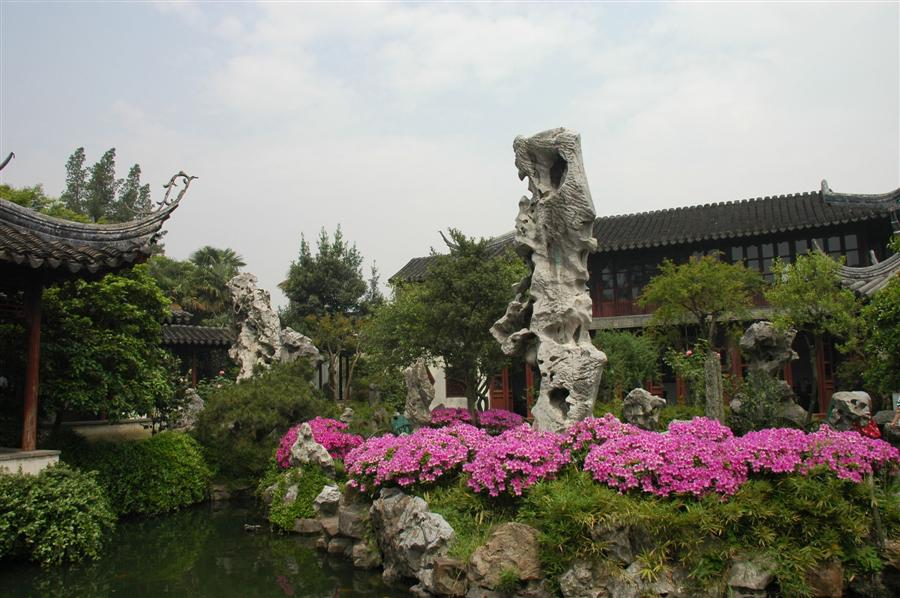
유원

타이후를 중심으로 태호석으로 장식된 정원문화가 발달하여 '정원의 도시'로도 불리며, 졸정원, 유원, 사자림, 창랑정의 4대 정원이 유명하다. 이 중 졸정원과 유원은 북경의 이화원, 허베이 청더에 있는 건륭제의 여름별장인 피서산장과 더불어 중국의 4대 명원에 속하며, 쑤저우의 4대 명원은 1997년과 2000년에 세계문화유산으로 지정되었다.

## 기후
쑤저우는 온대 기후를 가지고 있다. 여름에는 덥고 습하며, 겨울에는 춥고, 구름이 많이 끼며, 봄가을은 쾌적한 편이다. 따라서 여행은 꽃이 피기 시작하는 4~5월이 가장 좋다.
| 쑤저우시 우장구의 기후                                        | 쑤저우시 우장구의 기후 | 쑤저우시 우장구의 기후 | 쑤저우시 우장구의 기후 | 쑤저우시 우장구의 기후 | 쑤저우시 우장구의 기후 | 쑤저우시 우장구의 기후 | 쑤저우시 우장구의 기후 | 쑤저우시 우장구의 기후 | 쑤저우시 우장구의 기후 | 쑤저우시 우장구의 기후 | 쑤저우시 우장구의 기후 | 쑤저우시 우장구의 기후 | 쑤저우시 우장구의 기후 |
| 월                                                            | 1월                    | 2월                    | 3월                    | 4월                    | 5월                    | 6월                    | 7월                    | 8월                    | 9월                    | 10월                   | 11월                   | 12월                   | 연간                   |
| ------------------------------------------------------------- | ---------------------- | ---------------------- | ---------------------- | ---------------------- | ---------------------- | ---------------------- | ---------------------- | ---------------------- | ---------------------- | ---------------------- | ---------------------- | ---------------------- | ---------------------- |
| 역대 최고 기온 °C (°F)                                        | 21.4 (70.5)            | 27.4 (81.3)            | 30.4 (86.7)            | 34.6 (94.3)            | 36.3 (97.3)            | 37.5 (99.5)            | 39.3 (102.7)           | 39.7 (103.5)           | 37.4 (99.3)            | 33.1 (91.6)            | 28.2 (82.8)            | 22.8 (73.0)            | 39.7 (103.5)           |
| 일평균 최고 기온 °C (°F)                                      | 8.0 (46.4)             | 10.4 (50.7)            | 14.8 (58.6)            | 20.9 (69.6)            | 25.9 (78.6)            | 28.5 (83.3)            | 32.8 (91.0)            | 32.4 (90.3)            | 28.3 (82.9)            | 23.2 (73.8)            | 17.3 (63.1)            | 10.8 (51.4)            | 21.1 (70.0)            |
| 일일 평균 기온 °C (°F)                                        | 4.3 (39.7)             | 6.3 (43.3)             | 10.4 (50.7)            | 16.0 (60.8)            | 21.3 (70.3)            | 24.7 (76.5)            | 28.9 (84.0)            | 28.6 (83.5)            | 24.5 (76.1)            | 19.1 (66.4)            | 13.1 (55.6)            | 6.7 (44.1)             | 17.0 (62.6)            |
| 일평균 최저 기온 °C (°F)                                      | 1.5 (34.7)             | 3.2 (37.8)             | 6.9 (44.4)             | 12.2 (54.0)            | 17.5 (63.5)            | 21.8 (71.2)            | 25.9 (78.6)            | 25.8 (78.4)            | 21.5 (70.7)            | 15.7 (60.3)            | 9.6 (49.3)             | 3.5 (38.3)             | 13.8 (56.8)            |
| 역대 최저 기온 °C (°F)                                        | −9.8 (14.4)            | −6.6 (20.1)            | −3.7 (25.3)            | −0.5 (31.1)            | 7.3 (45.1)             | 13.3 (55.9)            | 18.4 (65.1)            | 18.6 (65.5)            | 11.7 (53.1)            | 2.8 (37.0)             | −2.2 (28.0)            | −8.5 (16.7)            | −9.8 (14.4)            |
| 평균 강수량 mm (인치)                                         | 74.8 (2.94)            | 67.1 (2.64)            | 97.3 (3.83)            | 82.2 (3.24)            | 103.6 (4.08)           | 212.3 (8.36)           | 155.9 (6.14)           | 141.3 (5.56)           | 96.7 (3.81)            | 67.9 (2.67)            | 55.4 (2.18)            | 46.0 (1.81)            | 1,200.5 (47.26)        |
| 평균 강수일수 (≥ 0.1 mm)                                      | 10.8                   | 10.3                   | 13.0                   | 11.3                   | 11.6                   | 14.1                   | 11.6                   | 12.0                   | 8.6                    | 7.2                    | 8.9                    | 8.1                    | 127.5                  |
| 평균 강설일수                                                 | 3.0                    | 1.7                    | 0.6                    | 0                      | 0                      | 0                      | 0                      | 0                      | 0                      | 0                      | 0.2                    | 0.8                    | 6.3                    |
| 평균 상대 습도 (%)                                            | 76                     | 75                     | 74                     | 72                     | 73                     | 80                     | 78                     | 79                     | 78                     | 75                     | 76                     | 74                     | 76                     |
| 평균 월간 일조시간                                            | 116.5                  | 119.7                  | 140.9                  | 167.1                  | 177.2                  | 132.8                  | 209.9                  | 210.4                  | 170.5                  | 165.7                  | 135.5                  | 132.3                  | 1,878.5                |
| 가능 일조율                                                   | 36                     | 38                     | 38                     | 43                     | 42                     | 31                     | 49                     | 52                     | 46                     | 47                     | 43                     | 42                     | 42                     |
| 출처: 중국기상국 (평년값: 1991년~2020년, 극값: 1957년~2010년) |                        |                        |                        |                        |                        |                        |                        |                        |                        |                        |                        |                        |                        |

## 행정구역
시할구
- 구쑤 구(姑苏区)
- 후추 구(虎丘区)
- 우중 구(吴中区)
- 샹청 구(相城区)
- 우장 구(吴江区)
- 쑤저우 공업원구(苏州工业园区)

현급시
- 창수 시(常熟市, Chángshú)

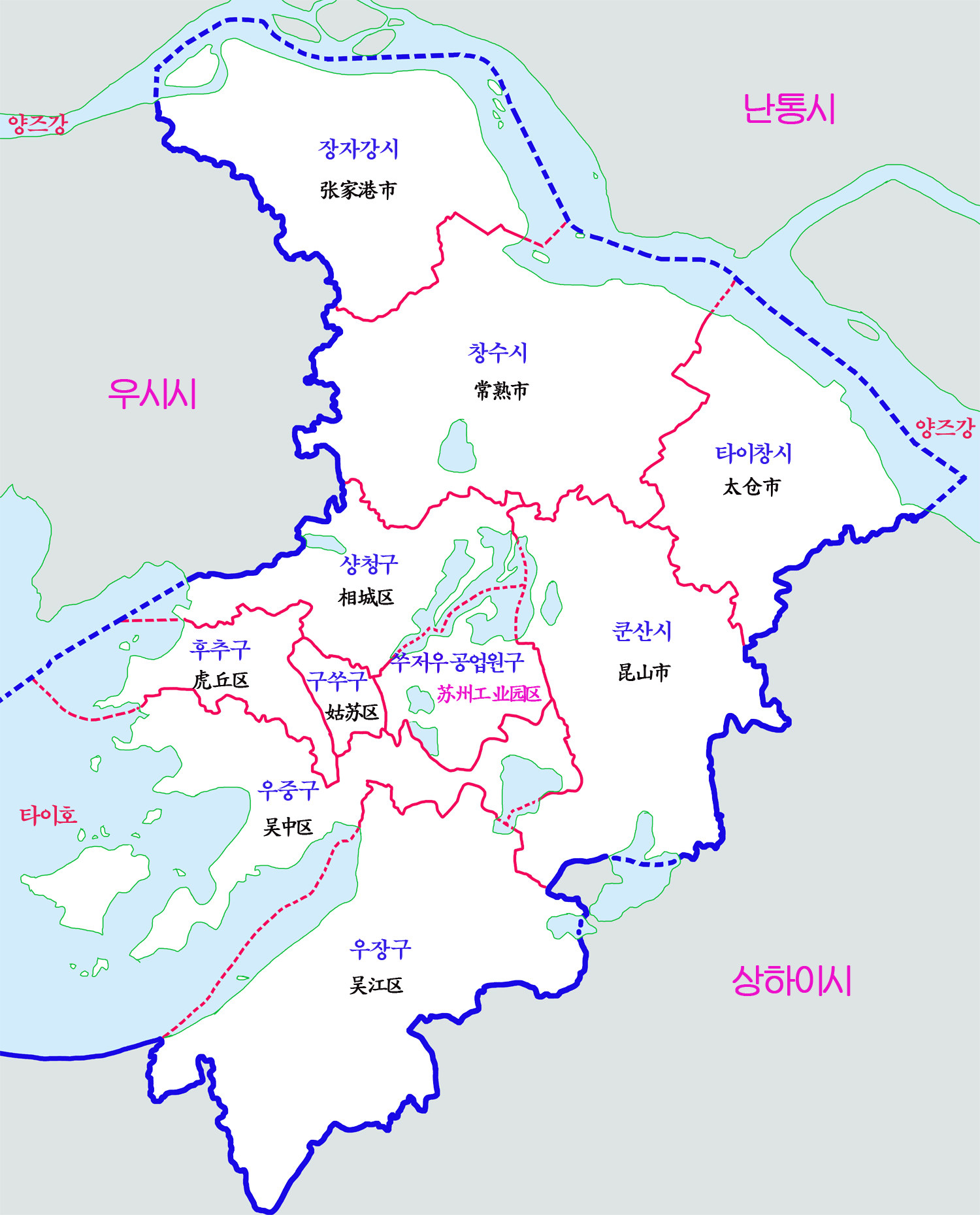
쑤저우시 현급구역

- 장자강 시(张家港市, Zhāngjiāgǎng)

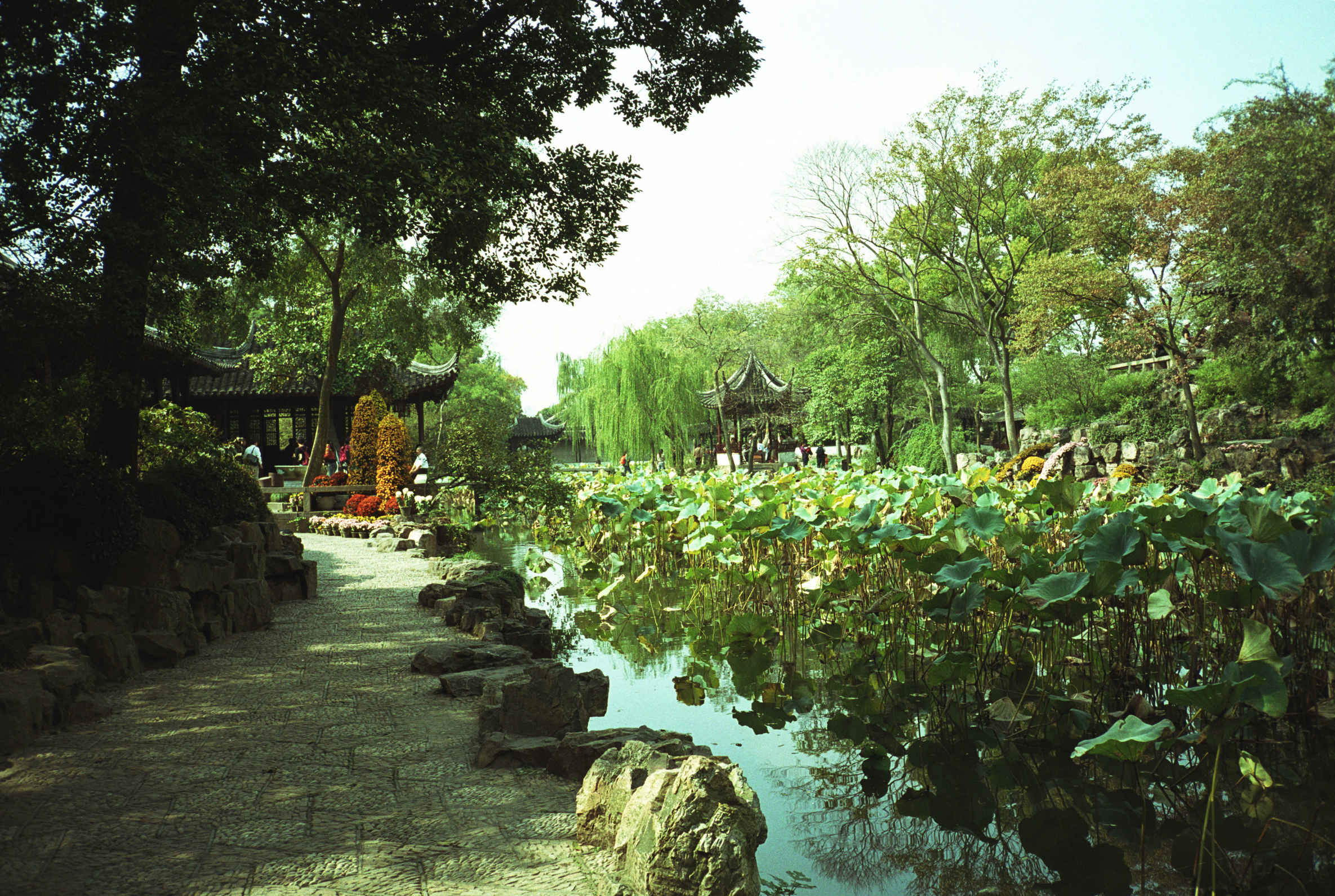
사자림

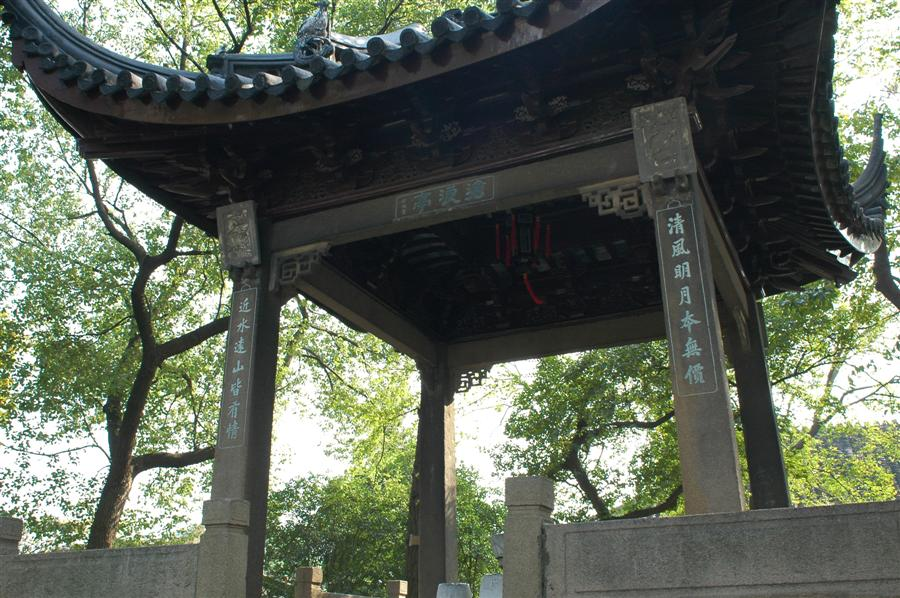
창랑정

- 쿤산 시(昆山市, Kūnshān)
- 타이창 시(太仓市, Tàicāng)

## 볼거리
- 관전가(觀前街, 관치엔제)와 현묘관(玄妙觀)
- 반문(盤門, Panmen, 판먼)
- 한산사(寒山寺) - UNESCO 세계문화유산
- 호구(虎丘, 후치우)
- 북사탑(北寺塔, 베이쓰타)
- 창랑정(滄浪亭) - 쑤저우의 4대정원
- 유원(留園) - 쑤저우의 4대정원, UNESCO 세계문화유산
- 사자림(獅子林) - 쑤저우의 4대정원,UNESCO 세계문화유산
- 졸정원(拙政園) - 쑤저우의 4대정원,UNESCO 세계문화유산
- 망사원 (網師園)
- 샨탕제
- 진지 호수

## 교통

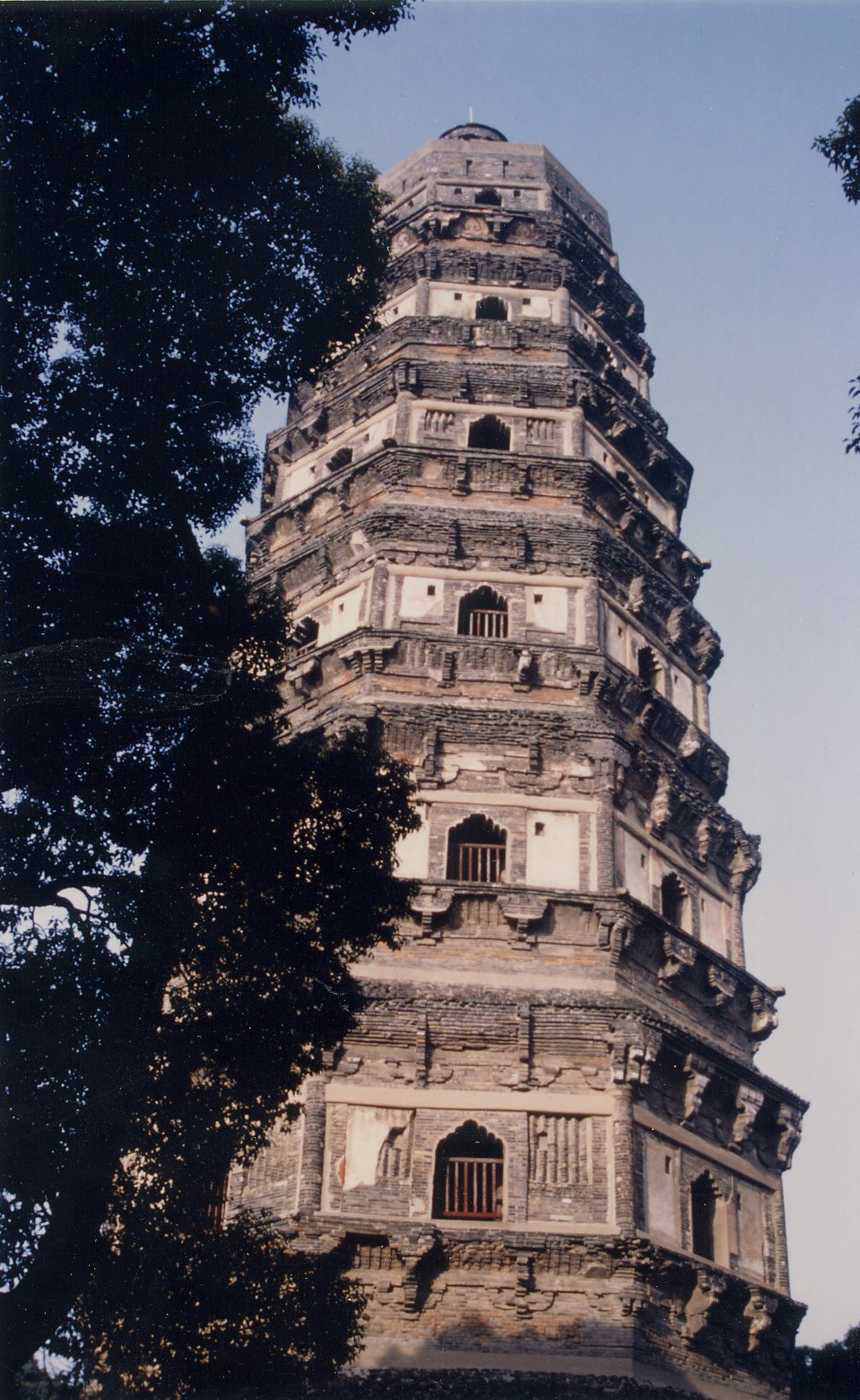
호구탑

### 운하
경항대운하는 횡으로 관통하며, 2700km의 내륙 수로를 가지며 육로, 해로와 연결된다. 쑤저우 항은 하천과 바로 모두 연결되는 항구이며, 장쑤 성과 중국 내륙을 연결하는 가장 큰 항구이다.
강남운하는 우시시가 남쪽으로 가흥시가 북쪽으로 연결되어 대운하의 일부를 이루지만 상해를 통해 황해로 빠지는 지류인 상해운하도 있다.
한편 이러한 운하와는 별개로 우시시와 쑤저우시 그리고 상해시는 장강이 이어서 흘러가고 있다.

### 철도
쑤저우는 전통적으로 상하이와 난징을 잇는 경호철로(京沪铁路)의 선상에 있다. 양쪽 모두 1시간 이내에 도달할 수 있는 교통의 요지이다. 쑤저우 철도역은 하루 139대의 기차가 정차하는 가장 바쁜 철도역 중의 하나이다. T-기차는 상하이까지 45분에 주파하고, 난징까지는 1시간 30분만에 주파를 한다. 한국에서 쑤저우를 가는 사람들은 대부분 상하이에서 버스를 이용하거나 철도를 이용해서 접근을 하면 된다.
상하이 역 - 쑤저우 역 간은 매일 약 60회 왕복하는 열차가 있다. 그 중 약 20회 왕복은 중국 고속철도인 중국철로고속(CRH)이며, 소요 시간은 31분 ~ 45분 정도이다. 그 이외의 열차는 45분 ~ 2시간 16분 정도 소요된다. 일부의 열차는 상하이 남역 발착이 된다.

### 지하철
2012년 4월 28일에는 쑤저우 지하철이 개업했다.

### 트램
쑤저우에는 2개의 트램 노선이 있다.

### 항공
버스로 상하이에서 약 1시간 30분 정도 소요되며 상하이 푸둥 국제공항이나 상하이 훙차오 국제공항에서 직행 버스도 있다. 훙차오 국제공항에서는 훨씬 더 가깝다. 또 쑤저우 시내를 많은 노선의 버스가 운행하고 있으므로, 거의 모든 관광지를 방문하는 것이 가능하다.

## 문화
- 중국의 가무 중 곤곡(崑曲)은 바로 이 쑤저우 지방에서 시작되었다.
- 전통적으로 비단이 유명하며, 실크공장은 여행에서 들러야 할 곳 중의 하나이다.
- 수공예품으로 부채, 악기, 등, 실크제품, 옥 공예, 가구 등이 유명하다.
- 요리: 양청후의 대게가 유명하다.
- 쑤저우는 재스민 차의 원류이기도 하다.

## 경제
쑤저우는 상하이에서 고속도로로 1시간 거리에 있기 때문에 상하이 국제시장과 국내시장을 연결하는 요지다. 싱가포르의 협력으로 건설된 쑤저우 공업원구(蘇州工業園区)를 시작으로 쑤저우 하이테크 개발구, 쿤산 경제기술 개발구, 장가항 보세구 등의 투자구역을 가지고 있다. 섬유 제품, 정밀 화학공업, 제지공업, 전자공업, 기계공업 등의 산업이 있어, 2003년의 국내총생산액은 2,802억 위안, 1인당 국내총생산은 47,700위안, 수출 총액은 326억 달러에 이른다. 경제 규모는 장쑤성 최대로 성도 난징의 수준에 달한다.
중국의 버스 제조 업체인 하이거의 본사가 쑤저우에 있다.

## 교육
이곳 쑤저우도 한국 학생들이 유학을 많이 가는 곳 중의 하나이다.
- 쑤저우대학  - 대진대학교 분교
- 쑤저우과기학원  - 쑤저우과학기술연구소
- 상숙리공학원  보관됨 2020-11-01 - 웨이백 머신
- 사주공학원
- 쑤저우교육학원  보관됨 2021-05-07 - 웨이백 머신
- 쑤저우시엄파전시대학
- 쑤저우직업대학

## 자매도시
- 대한민국 전주시. 영주시. 화성시. 태백시
- 일본 오사카, 가나자와, 다이센 아야베, 센다이, 나바리
- 호주 타운즈빌
- 뉴질랜드 타우포
- 이탈리아 베네치아
- 캐나다 빅토리아
- 미국 포틀랜드 (오리건주)